# Lisa the Beauty Queen
"Lisa the Beauty Queen" är avsnitt fyra från säsong fyra av Simpsons. Avsnittet sändes på Fox i USA den 15 oktober 1992. I avsnittet anmäler Homer sin dotter Lisa till Little Miss Springfield för att ge henne bättre självkänsla. Hon kommer på andra plats, men sedan vinnaren hamnat på sjukhus och inte kan utföra sina uppgifter får Lisa ta över platsen. Lisa börjar utnyttja positionen genom att göra upprop till saker hon ogillar under sina framträdande vilket får politikerna att vilja avsätta henne. Avsnittet skrevs av Jeff Martin och regisserades av Mark Kirkland. Bob Hope gästskådespelade som sig själv. Avsnittet har blivit hyllat för sina referenser till Apocalypse.

## Handling
Springfield Elementary School har en festival där Lisa får en karikatyr av sig själv. Hon gillar inte bilden som hon får och börjar tycka att hon är ful. Homer köper en lott på festivalen och vinner en åktur i Duffs luftskepp. Familjen åker hem och Lisa är ledsen. Homer vet inte hur han ska trösta henne. Han kollar på TV och ser då en reklamfilm om att Laramie cigaretter sponsrar årets Little Miss Springfield. För att ge henne bättre självkänsla anmäler han henne till tävlingen, men eftersom anmälningsavgiften är 250 amerikanska dollar måste han sälja sin biljett för luftskeppet till Barney Gumble. Då Lisa får reda på att Homer anmält henne till tävlingen blir hon ännu mera ledsen och vägrar delta tills hon får reda på att Homer sålde biljetten för att ha råd att anmäla henne. Alla deltagare träffas, och blir imponerade av Amber Dempsey, en blond tjej som har implanterade ögonfransar från Paraguay. Lisa inser att hon aldrig kommer att vinna över henne så Bart bestämmer sig för att hjälpa henne så att hon vinner. I finalen berättar Lisa för juryn att om hon vinner kommer hon göra Springfield till en bättre plats, sedan gör hon ett sångnummer till "America the Beautiful" och "Proud Mary". Amber tar lång tid på sig att svara på sina frågor men juryn blir förtrollade av hennes ögonfransar så hon vinner och Lisa kommer tvåa.
Familjen kollar på TV när Amber gör sitt första officiella framträdande, där en blixt från ett åskoväder träffar hennes spira som är gjord av metall. Hon hamnar på sjukhus och kan inte längre utföra sitt uppdrag, så Lisa får ta över titeln. Då Lisa får reda på att hon som Little Miss Springfield ska medverka i Laramies cigaretters parad för att få barn att börja röka, bestämmer hon sig för att under paraden istället protestera mot cigaretter. Lisa fortsätter att protestera under sina framträdande som Little Miss Springfield och blir hatade av alla politiker. Joe Quimby och Laramie letar efter ett kryphål i kontraktet så Lisa kan förlora titeln och de hittar ett: Homer skrev ok under texten "skriv inte i detta utrymme" på anmälningsblanketten. Homer är ledsen för att han fick Lisa att förlora titeln men hon säger att det gör ingenting; han fick henne att få en bättre självkänsla. Homer ber henne att hon ska komma ihåg det nästa gång han förstör hennes liv och hon lovar att göra det.

## Produktion
Idén kom från Al Jean och Mike Reiss som fick brainstorma flera idéer efter att flera författare lämnade serien till säsong 4 medan de anställde nya. Jeff Martin fick skriva manuset eftersom de ville ha med låtar i avsnittet och han brukar ha med några i sina manus. Martin byggde delvis avsnittet på sina egna erfarenheter såsom scenen då Lisa fick en karikatyr av sig själv. Jeff Martin tror inte de skulle kunna göra avsnittet idag eftersom skönhet hos barn blivit en känslig fråga. I avsnittet medverkade Bob Hope som sig själv, hans repliker spelades in i hans eget hem av Jeff Martin och Conan O'Brien.

## Kulturella referenser
På festivalen slår rektor Skinner ner en människa på ett sätt som liknar vad Mick Dundee gjorde i Crocodile Dundee. Avsnittet innehåller en scen som är baserad på Apocalypse. Avsnittet innehåller två referenser till Star Wars, en av karikatyrerna är baserad på Darth Vader och då Lisa provar nya frisyrer är en samma som prinsessan Leias. Springfields vaxkabinett av skräck består av Mr. T, Ronald Reagan och Dr. Ruth, och Laramies maskot Menthol Moose är en parodi på Joe Camel. I avsnittet sjunger Homer "Blimpy Boy" till melodin av "Georgy Girl". I avsnittet finns en referens till luftskeppet Hindenburg, när Duffs luftskepp kraschar in i radiomast och Kent Brockman citerar "Herbert Morrison". När Lisa svärs in som Little Miss Springfield på sin gräsmatta, är scenen en parodi på när Lyndon B. Johnson svors in på Air Force One sedan John F. Kennedy hade mördats.

## Mottagande
Avsnittet hamnade på plats 28 över mest sedda program under veckan och fick en Nielsen ratings på 12,0 vilket ger 11,1 miljoner miljoner hushåll. I boken I Can't Believe It's a Bigger and Better Updated Unofficial Simpsons Guide har Warren Martyn och Adrian Wood sagt att avsnittet är en av topparna och de har skrivit att Krusty har några av sina bästa repliker i sitt korta framträdanden. Avsnittets referens till Apocalypse har hamnat på plats 29 över den bästa filmreferensen i seriens historia hos Total Film av Nathan Ditum. I boken Church of England tipsar de att utforska självbilden hos människan genom att se på avsnittet.